# 内伊韦
内伊韦（義大利語：Neive），是意大利库内奥省的一个市镇。总面积21平方公里，人口3357人，人口密度159.9人/平方公里（2009年）。ISTAT代码为004148。